# 1. Frauen-Fußball-Club Frankfurt 2011-2012
Questa voce raccoglie le informazioni riguardanti la squadra femminile del 1. Frauen-Fußball-Club Frankfurt nelle competizioni ufficiali della stagione 2011-2012.

## Divise e sponsor
Le tenute di gioco riprendono i colori sociali della società, il bianco e il nero. Lo sponsor principale è l'istituto di credito Commerzbank, il fornitore delle tenute Adidas.
| Casa | Trasferta |

## Organigramma societario
Come da sito ufficiale e sito Federcalcio tedesca (DFB).
Area tecnica
- Allenatore: Sven Kahlert
- Vice allenatore: Philipp Dahm
- Vice allenatore: Kai Rennich
- Preparatore dei portieri: Andre Wachter

## Rosa
Rosa, ruoli e numeri di maglia come da sito della federazione tedesca.
| N. |                        | Ruolo | Calciatrice               |
| -- | ---------------------- | ----- | ------------------------- |
| 1  | Germania (bandiera)    | P     | Nadine Angerer (capitano) |
| 2  | Stati Uniti (bandiera) | D     | Gina Lewandowski          |
| 3  | Germania (bandiera)    | D     | Valeria Kleiner           |
| 4  | Giappone (bandiera)    | D     | Saki Kumagai              |
| 5  | Svezia (bandiera)      | D     | Sara Thunebro             |
| 7  | Germania (bandiera)    | C     | Melanie Behringer         |
| 8  | Germania (bandiera)    | C     | Kim Kulig                 |
| 9  | Germania (bandiera)    | A     | Silvana Chojnowski        |
| 10 | Germania (bandiera)    | C     | Dzsenifer Marozsán        |
| 11 | Svezia (bandiera)      | A     | Jessica Landström         |
| 12 | Germania (bandiera)    | C     | Meike Weber               |
| 13 | Germania (bandiera)    | D     | Catharina Schmucker       |
| 14 | Stati Uniti (bandiera) | D     | Ali Krieger               |
| 15 | Germania (bandiera)    | D     | Svenja Huth               |
| 16 | Germania (bandiera)    | C     | Deniz Özer                |

| N. |                          | Ruolo | Calciatrice            |
| -- | ------------------------ | ----- | ---------------------- |
| 17 | Germania (bandiera)      | D     | Anne Rheinheimer       |
| 18 | Germania (bandiera)      | C     | Kerstin Garefrekes     |
| 19 | Germania (bandiera)      | C     | Fatmire Bajramaj       |
| 20 | Germania (bandiera)      | D     | Jasmin Herbert         |
| 21 | Svizzera (bandiera)      | A     | Ana-Maria Crnogorčević |
| 23 | Nuova Zelanda (bandiera) | D     | Ria Percival           |
| 24 | Germania (bandiera)      | C     | Theresa Panfil         |
| 25 | Germania (bandiera)      | D     | Saskia Bartusiak       |
| 26 | Germania (bandiera)      | P     | Desirée Schumann       |
| 27 | Germania (bandiera)      | C     | Mirella Junker         |
| 28 | Germania (bandiera)      | A     | Sandra Smisek          |
| 29 | Germania (bandiera)      | D     | Larissa Gördel         |
| 30 | Germania (bandiera)      | P     | Anne-Kathrine Kremer   |
| 32 | Germania (bandiera)      | C     | Jessica Reinhardt      |
| 34 | Germania (bandiera)      | P     | Amanda Stahl           |

## Calciomercato

### Sessione estiva
| Acquisti | Acquisti               | Acquisti              | Acquisti                         |
| R.       | Nome                   | da                    | Modalità                         |
| -------- | ---------------------- | --------------------- | -------------------------------- |
| P        | Anne-Kathrine Kremer   | 1. FFC Francoforte II | trasferita dalla squadra riserve |
| P        | Desirée Schumann       | Turbine Potsdam       |                                  |
| D        | Jasmin Herbert         | 1. FFC Francoforte II | trasferita dalla squadra riserve |
| D        | Alexandra Krieger      |                       | svincolata                       |
| D        | Saki Kumagai           | Urawa Reds            | definitivo                       |
| D        | Gina Lewandowski       | Western NY Flash      | prestito                         |
| D        | Ria Percival           | Lynn-Avon United      |                                  |
| C        | Fatmire Bajramaj       | Turbine Potsdam       |                                  |
| C        | Kim Kulig              | Amburgo               |                                  |
| A        | Ana-Maria Crnogorčević | Amburgo               |                                  |

| Cessioni | Cessioni          | Cessioni              | Cessioni                        |
| R.       | Nome              | a                     | Modalità                        |
| -------- | ----------------- | --------------------- | ------------------------------- |
| P        | Stephanie Ullrich |                       |                                 |
| D        | Ariane Hingst     | Newcastle Jets        |                                 |
| D        | Anne Rheinheimer  | 1. FFC Francoforte II | trasferita alla squadra riserve |
| C        | Melanie Kantor    | 1. FFC Francoforte II | trasferita alla squadra riserve |
| A        | Conny Pohlers     | Wolfsburg             |                                 |
| A        | Birgit Prinz      |                       | termine carriera                |

## Risultati

### Frauen-Bundesliga

#### Girone di andata
| Arbitro: | Baitinger (Friesenheim) |

|                                  |           |  |
| Smisek 38’ Huth 50’ Bajramaj 53’ | Marcatori |  |

| Arbitro: | Söder (Ingolstadt) |

|  |           |                                              |
|  | Marcatori | 38’, 61’ Bartusiak 56’ Krieger 78’ Behringer |

| Arbitro: | Elsner (Duisburg) |

|                                              |           |  |
| Bajramaj 51’ Crnogorčević 57’ Garefrekes 70’ | Marcatori |  |

| Arbitro: | Müller-Schmäh (Potsdam) |

|  |           |                   |
|  | Marcatori | 60’, 86’ Bajramaj |

| Arbitro: | Hussein (Bad Harzburg) |

|                               |           |  |
| Smisek 73’ (rig.) Kumagai 84’ | Marcatori |  |

| Arbitro: | Kunick (Lissa) |

|  |           |                                                                      |
|  | Marcatori | 24’ Garefrekes 42’ Landström 65’ (rig.) Smisek 74’, 78’ Crnogorčević |

| Arbitro: | Biehl (Siesbach) |

|                                                                     |           |                 |
| Bajramaj 10’ Garefrekes 14’, 75’ Smisek 29’, 32’, 35’ Landström 85’ | Marcatori | 41’ Feiersinger |

| Arbitro: | Söder (Ingolstadt) |

|              |           |  |
| Boschert 89’ | Marcatori |  |

| Arbitro: | Biehl (Siesbach) |

|  |           |                      |
|  | Marcatori | 8’ Cramer 13’ Mittag |

| Arbitro: | Kunick (Lissa) |

|  |           |             |
|  | Marcatori | 15’ Pohlers |

| Arbitro: | Baitinger (Friesenheim) |

|              |           |               |
| Bresonik 58’ | Marcatori | 26’ Behringer |

#### Girone di ritorno
| Arbitro: | Wozniak (Herne) |

|  |           |                                      |
|  | Marcatori | 40’ Garefrekes 86’ Marozsán 89’ Huth |

| Arbitro: | Wozniak (Herne) |

|                                                      |           |  |
| Bajramaj 12’ Smisek 22’ Behringer 51’ Garefrekes 57’ | Marcatori |  |

| Arbitro: | Herrmann (Mönchengladbach) |

|  |           |                             |
|  | Marcatori | 31’ Garefrekes 86’ Marozsán |

| Arbitro: | Illing (Limbach-Oberfrohna) |

|  |           |             |
|  | Marcatori | 51’ Kameraj |

| Arbitro: | Baitinger (Friesenheim) |

|            |           |                                            |
| Kuznik 75’ | Marcatori | 50’ Crnogorčević 70’ Thunebro 77’ Marozsán |

| Arbitro: | Söder (Ingolstadt) |

|                                             |           |            |
| Smisek 20’, 37’ Landström 43’ Bartusiak 57’ | Marcatori | 30’ Schwab |

| Arbitro: | Wozniak (Herne) |

|            |           |                       |
| Bachor 71’ | Marcatori | 40’ Marozsán 69’ Huth |

| Arbitro: | Kurtes (Düsseldorf) |

|                                                                        |           |  |
| Crnogorčević 12’, 15’, 25’ Weber 39’ Garefrekes 43’, 79’ Behringer 48’ | Marcatori |  |

| Arbitro: | Baitinger (Friesenheim) |

|                      |           |               |
| Añonma 24’, 27’, 87’ | Marcatori | 57’ Bartusiak |

| Arbitro: | Illing (Limbach-Oberfrohna) |

|                     |           |  |
| Goeßling 56’ (rig.) | Marcatori |  |

| Arbitro: | Hussein (Bad Harzburg) |

|                                                                                         |           |                              |
| Smisek 73’ (rig.) Kumagai 2’ Garefrekes 56’ Behringer 66’ Marozsán 80’ Crnogorčević 83’ | Marcatori | 18’, 61’ Islacker 20’ Cengiz |

### DFB-Pokal der Frauen
| Arbitro: | Wozniak (Herne) |

|  |           |                                                             |
|  | Marcatori | 1’ Crnogorčević 8’, 36’, 89’ Garefrekes 43’ Huth 85’ Smisek |

| Arbitro: | Baitinger (Friesenheim) |

|                  |           |  |
| Faißt 48’ (aut.) | Marcatori |  |

| Arbitro: | Baitinger (Friesenheim) |

|                                                                    |           |               |
| Lewandowski 4’ Huth 10’ Bartusiak 30’ Garefrekes 55’ Landström 81’ | Marcatori | 88’ Odebrecht |

| Arbitro: | Hussein (Bad Harzburg) |

|                                                         |                      |                                             |
| Garefrekes 8’ Lewandowski 80’                           | Marcatori            | 26’ Islacker 69’ Popp                       |
| Behringer Crnogorčević Weber Bajramaj Kumagai Bartusiak | Tiri di rigore 5 – 4 | Islacker Martens Cengiz Popp Krahn Bresonik |

| Arbitro: | Müller-Schmäh (Potsdam) |

|  |           |                         |
|  | Marcatori | 63’ Hagen 90+1’ Rudelić |

### UEFA Women's Champions League
| Arbitro: | Teodora Albon |

|               |           |  |
| Dekkerhus 54’ | Marcatori |  |

| Arbitro: | Jenny Palmqvist |

|                                                        |           |           |
| Bartusiak 6’ Smisek 37’ Landström 77’ Crnogorčević 90’ | Marcatori | 80’ Moore |

| Arbitro: | Alexandra Ihringova |

|                                          |           |  |
| Bajramaj 9’ Garefrekes 47’ Behringer 55’ | Marcatori |  |

| Arbitro: | Christina Pedersen |

|                 |           |                 |
| Long 45+1’, 74’ | Marcatori | 2’ Crnogorčević |

| Arbitro: | Cristina Dorcioman |

|                   |           |  |
| Gunnarsdóttir 25’ | Marcatori |  |

| Arbitro: | Esther Staubli |

|                                      |           |  |
| Garefrekes 66’, 90+1’ Chojnowski 89’ | Marcatori |  |

| Arbitro: | Silvia Tea Spinelli |

|           |           |                                   |
| Grant 69’ | Marcatori | 64’ Crnogorčević 90+3’ Garefrekes |

| Arbitro: | Kirsi Heikkinen |

|                            |           |  |
| Marozsán 60’ Landström 85’ | Marcatori |  |

| Arbitro: | Palmqvist |

|                                |           |  |
| Le Sommer 15’ (rig.) Abily 28’ | Marcatori |  |

## Statistiche

### Statistiche di squadra
| Competizione         | Punti | In casa | In casa | In casa | In casa | In casa | In casa | In trasferta | In trasferta | In trasferta | In trasferta | In trasferta | In trasferta | Totale | Totale | Totale | Totale | Totale | Totale | DR  |
| Competizione         | Punti | G       | V       | N       | P       | Gf      | Gs      | G            | V            | N            | P            | Gf           | Gs           | G      | V      | N      | P      | Gf     | Gs     | DR  |
| -------------------- | ----- | ------- | ------- | ------- | ------- | ------- | ------- | ------------ | ------------ | ------------ | ------------ | ------------ | ------------ | ------ | ------ | ------ | ------ | ------ | ------ | --- |
| Frauen-Bundesliga    | 46    | 11      | 8       | 0       | 3       | 35      | 9       | 11           | 7            | 1            | 3            | 23           | 8            | 22     | 15     | 1      | 6      | 58     | 17     | +41 |
| DFB-Pokal der Frauen | -     | 1       | 1       | 0       | 0       | 6       | 0       | 3            | 2            | 1            | 0            | 8            | 3            | 5      | 3      | 1      | 1      | 14     | 5      | +9  |
| Champions League     | -     | 4       | 4       | 0       | 0       | 12      | 1       | 4            | 1            | 0            | 3            | 3            | 5            | 9      | 5      | 0      | 4      | 15     | 8      | +7  |
| Totale               | -     | 16      | 13      | 0       | 3       | 53      | 10      | 18           | 10           | 2            | 6            | 34           | 16           | 36     | 23     | 2      | 11     | 87     | 30     | +57 |

### Andamento in campionato
| Giornata  | 1 | 2 | 3 | 4 | 5 | 6 | 7 | 8 | 9 | 10 | 11 | 12 | 13 | 14 | 15 | 16 | 17 | 18 | 19 | 20 | 21 | 22 |
| --------- | - | - | - | - | - | - | - | - | - | -- | -- | -- | -- | -- | -- | -- | -- | -- | -- | -- | -- | -- |
| Luogo     | C | T | C | T | C | T | C | T | C | C  | T  | T  | C  | T  | C  | T  | C  | T  | C  | T  | T  | C  |
| Risultato | V | V | V | V | V | V | V | P | P | P  | N  | V  | V  | V  | P  | V  | V  | V  | V  | P  | P  | V  |
| Posizione | 3 | 1 | 1 | 2 | 2 | 2 | 1 | 2 | 3 | 4  | 4  | 4  | 4  | 4  | 4  | 4  | 4  | 4  | 4  | 4  | 4  | 3  |

Legenda:

Luogo: C = Casa; T = Trasferta. Risultato: V = Vittoria; N = Pareggio; P = Sconfitta.

### Statistiche delle giocatrici
| Giocatore         | Frauen-Bundesliga | Frauen-Bundesliga | Frauen-Bundesliga | Frauen-Bundesliga | DFB-Pokal der Frauen | DFB-Pokal der Frauen | DFB-Pokal der Frauen | DFB-Pokal der Frauen | Champions League | Champions League | Champions League | Champions League | Totale   | Totale | Totale      | Totale     |
| Giocatore         | Presenze          | Reti              | Ammonizioni       | Espulsioni        | Presenze             | Reti                 | Ammonizioni          | Espulsioni           | Presenze         | Reti             | Ammonizioni      | Espulsioni       | Presenze | Reti   | Ammonizioni | Espulsioni |
| ----------------- | ----------------- | ----------------- | ----------------- | ----------------- | -------------------- | -------------------- | -------------------- | -------------------- | ---------------- | ---------------- | ---------------- | ---------------- | -------- | ------ | ----------- | ---------- |
| N. Angerer        | 12                | 6                 | -7                | 0                 | 2                    | -1                   | 0                    | 0                    | 4                | -4               | 0                | 0                | 18       | 1      | -7          | 0          |
| F. Bajramaj       | 16                | 6                 | 3                 | 0                 | 4                    | 0                    | 0                    | 0                    | 5                | 1                | 0                | 0                | 25       | 7      | 3           | 0          |
| S. Bartusiak      | 19                | 4                 | 0                 | 0                 | 5                    | 1                    | 0                    | 0                    | 7                | 1                | 2                | 0                | 31       | 6      | 2           | 0          |
| M. Behringer      | 21                | 5                 | 1                 | 0                 | 5                    | 0                    | 0                    | 0                    | 8                | 1                | 0                | 0                | 34       | 6      | 1           | 0          |
| S. Chojnowski     | 3                 | 0                 | 0                 | 0                 | 1                    | 0                    | 0                    | 0                    | 1                | 1                | 0                | 0                | 5        | 1      | 0           | 0          |
| A-M. Crnogorčević | 15                | 8                 | 1                 | 0                 | 3                    | 1                    | 0                    | 0                    | 8                | 3                | 0                | 0                | 26       | 12     | 1           | 0          |
| K. Garefrekes     | 22                | 10                | 1                 | 0                 | 5                    | 5                    | 0                    | 0                    | 9                | 4                | 0                | 0                | 36       | 19     | 1           | 0          |
| L. Gördel         | -                 | -                 | -                 | -                 | -                    | -                    | -                    | -                    | -                | -                | -                | -                | -        | -      | -           | -          |
| J. Herbert        | 2                 | 0                 | 0                 | 0                 | 1                    | 0                    | 0                    | 0                    | 0                | 0                | 0                | 0                | 3        | 0      | 0           | 0          |
| S. Huth           | 22                | 3                 | 1                 | 0                 | 5                    | 2                    | 1                    | 0                    | 9                | 0                | 0                | 0                | 36       | 5      | 2           | 0          |
| M. Junker         | -                 | -                 | -                 | -                 | -                    | -                    | -                    | -                    | -                | -                | -                | -                | -        | -      | -           | -          |
| V. Kleiner        | -                 | -                 | -                 | -                 | -                    | -                    | -                    | -                    | -                | -                | -                | -                | -        | -      | -           | -          |
| A. Kremer         | 1                 | -3                | 0                 | 0                 | 0                    | 0                    | 0                    | 0                    | 0                | 0                | 0                | 0                | 1        | -3     | 0           | 0          |
| A. Krieger        | 11                | 1                 | 1                 | 0                 | 3                    | 0                    | 0                    | 0                    | 4                | 0                | 0                | 0                | 18       | 1      | 1           | 0          |
| K. Kulig          | -                 | -                 | -                 | -                 | -                    | -                    | -                    | -                    | 2                | 0                | 0                | 0                | 2        | 0      | 0           | 0          |
| S. Kumagai        | 20                | 2                 | 0                 | 0                 | 3                    | 0                    | 0                    | 0                    | 8                | 0                | 0                | 0                | 31       | 2      | 0           | 0          |
| J. Landström      | 14                | 3                 | 0                 | 0                 | 4                    | 1                    | 0                    | 0                    | 7                | 2                | 0                | 0                | 25       | 6      | 0           | 0          |
| G. Lewandowski    | 17                | 0                 | 0                 | 0                 | 5                    | 2                    | 1                    | 0                    | 8                | 0                | 0                | 0                | 30       | 2      | 1           | 0          |
| D. Marozsán       | 16                | 5                 | 1                 | 0                 | 4                    | 0                    | 0                    | 0                    | 7                | 1                | 1                | 0                | 27       | 6      | 2           | 0          |
| D. Özer           | -                 | -                 | -                 | -                 | -                    | -                    | -                    | -                    | 0                | 0                | 0                | 0                | 0        | 0      | 0           | 0          |
| T. Panfil         | -                 | -                 | -                 | -                 | -                    | -                    | -                    | -                    | -                | -                | -                | -                | -        | -      | -           | -          |
| R. Percival       | 21                | 0                 | 2                 | 0                 | 3                    | 0                    | 0                    | 0                    | 6                | 0                | 0                | 0                | 30       | 0      | 2           | 0          |
| J. Reinhardt      | -                 | -                 | -                 | -                 | -                    | -                    | -                    | -                    | -                | -                | -                | -                | -        | -      | -           | -          |
| A. Rheinheimer    | -                 | -                 | -                 | -                 | -                    | -                    | -                    | -                    | -                | -                | -                | -                | -        | -      | -           | -          |
| C. Schmucker      | -                 | -                 | -                 | -                 | -                    | -                    | -                    | -                    | -                | -                | -                | -                | -        | -      | -           | -          |
| D. Schumann       | 9                 | -7                | 0                 | 0                 | 3                    | -4                   | 0                    | 0                    | 5                | -4               | 0                | 0                | 17       | -15    | 0           | 0          |
| S. Smisek         | 21                | 9                 | 1                 | 0                 | 5                    | 1                    | 0                    | 0                    | 8                | 1                | 0                | 0                | 34       | 11     | 1           | 0          |
| A. Stahl          | -                 | -                 | -                 | -                 | -                    | -                    | -                    | -                    | -                | -                | -                | -                | -        | -      | -           | -          |
| S. Thunebro       | 17                | 1                 | 0                 | 0                 | 3                    | 0                    | 0                    | 0                    | 5                | 0                | 0                | 0                | 25       | 1      | 0           | 0          |
| M. Weber          | 22                | 1                 | 2                 | 0                 | 5                    | 0                    | 0                    | 0                    | 9                | 0                | 1                | 0                | 36       | 1      | 3           | 0          |